# Notolomatia liturata
Notolomatia liturata är en tvåvingeart som först beskrevs av Friedrich Hermann Loew 1860.  Notolomatia liturata ingår i släktet Notolomatia och familjen svävflugor. Inga underarter finns listade i Catalogue of Life.